# 杉浦由里子
杉浦 由里子（すぎうら ゆりこ、1967年7月26日 - ）は、日本の実業家、ファッションモデル。株式会社リリィアンドゴールドの代表取締役社長である。

## 略歴・人物
東京都出身。株式会社NTTデータ在勤中、35歳で雑誌『Domani』を機にモデルデビュー。同社を退職後、モデル業に専念。人気ファッション誌、講演、セミナー等でも幅広く活躍する他、自身が実証しているセルフボディメイク（Self Body Make＝SBM）で病を克服。現在、表参道を拠点にロンドン、赤坂、青山で教室を開校。アスリート、歌手、音楽家、芸能人をはじめ、数多くのお客様へSBMメソッドを伝えている。また、SBMインストラクターの養成にも力を入れ、カレッジを開校している。

## 来歴
- 1967年　7月26日生まれ。東京都青梅市出身。
- 1988年　株式会社NTTデータ入社。
- 2004年　株式会社NTTデータ退社。
- 2006年　株式会社リリィアンドゴールド設立。代表取締役社長に就任。
- 2010年　リリィアンドゴールド ロンドン校開設。
- 2012年　リリィアンドゴールド 赤坂校開設。
- 2013年　リリィアンドゴールド 名古屋校開設。

## 著書

### 単著
- 『35歳でモデルデビューした私の骨盤美容』（2007年6月、青春出版社）
- 『骨盤で痩せるモデルダイエット』（2007年8月、マキノ出版）
- 『あなたの姿に勢いをつけませんか』（2024年8月、パブラボ出版）

### 共著
- （石原結實）『体温を上げるとあなたは必ず痩せる』（2010年1月、マキノ出版）

## 出演

### 講演・研修講座
- 『サクセスウーマン講座』（2006年6月、六本木アカデミーヒルズ）[3]
- 『健康美人講座』エキサイト主催（2007年5月、六本木）[4]
- 『健康美人講座』エキサイト主催（2007年8月、六本木）
- 『セルフボディメイク紹介』オリコカード主催（2007年10月、丸の内ビル）
- 『健康美人講座』エキサイト主催（2008年7月、六本木）
- 『女性が輝く生き方』東京女学館短期大学主催（2008年7月、校内）
- 『自分の健康は自分で守る』株式会社NTTデータ主催（2010年5月、豊洲本社）
- 『女性の生き方について』Mirror主催（2011年7月、ザ・キャピトルホテル東急）
- 『自社主催セミナー』SBMデトックスセミナーが64回目（2024年9月現在）を迎える。

### テレビ・ラジオ
- 『輝きの法則』（2006年12月、テレビ東京）[5]
- 『骨盤美容について』（2007年5月、TOKYO FM)
- 『40代モデルの生き方』（2009年8月、知っとこ！ 毎日放送）[6]

### 新聞・雑誌 取材
- 『モデル由里子さんの夢をかなえる教室』（2006年7月、All About WEB版）[2]
- 『枕運動（SBM）の紹介』（2006年12月、安心 12月号、マキノ出版）
- 『枕運動（SBM）の紹介』（2007年2月、目覚ましマガジン 、扶桑社）
- 『枕運動（SBM）の紹介』（2007年8月、ベーグル 、学研マーケティング）
- 『Jヌード』骨盤特集取材（2007年8月、無料雑誌、朝日新聞出版）
- 『骨盤美容特集』（2007年9月、MAQUIA 、集英社）
- 『骨盤特集』（2007年11月、Body+ 、実業之日本社）
- 『骨盤で痩せる特集』（2007年12月、クロワッサン、 マガジンハウス）
- 『女性は骨盤』（2008年2月、WWD Japan）
- 『SBMの紹介』（2008年3月、レタスクラブ、 角川書店）
- 『SBMの紹介』（2008年3月、オレンジページ、 株式会社オレンジページ）
- 『骨盤美容取材』（2008年3月、VOGUE 、コンデナスト・ジャパン）
- 『骨盤美容取材』（2008年3月、からだにいいこと、 祥伝社）
- 『歪みを整える』（2008年4月、朝日新聞社（関西）取材）
- 『骨盤美容取材』（2008年4月、女性セブン、 小学館）
- 『骨盤美容取材』（2008年6月、からだにいいこと、 祥伝社）
- 『歪まない姿勢』（2008年6月、美人計画、 青春出版）
- 『SBMの紹介』（2008年10月、からだにいいこと、 祥伝社）
- 『美を保つ生活』（2009年3月、美STORY、 光文社）
- 『美容について』（2009年5月、からだにいいこと、 祥伝社）
- 『骨盤美容取材』（2009年8月、目覚ましマガジン、 扶桑社）
- 『骨盤美容取材』（2009年10月、Oggi（上海版））
- 『SBMの取材』（2009年11月、女性セブン、 小学館）
- 『大人キレイの作り方』（2009年11月、花王 ピュオーラ取材、WEB版）[7]
- 『美容に関する取材』（2010年1月、美STORY、 光文社）
- 『美容に関する取材』（2010年5月、美STORY、 光文社）
- 『骨美人のススメ』（2011年3月、グローバルワーク 季刊誌）
- 『骨盤美容取材』（2012年5月、香港新聞 取材）
- 『アラフォーモデルの体型キープ術』（2014年3月、からだにいいこと、 祥伝社）
- 『きれいを保つおしゃれと健康法』（2015年6月、きれいのKENKO、 主婦の友社）
- 『1日5分で腰痛や肩こりが改善!?骨盤や首の歪みを整える簡単エクササイズ2種』（2019年9月、DIETポストセブン）[8]

## モデル活動
- 『Domani』
- 『STORY』（光文社）2007年2月、3月、4月、6月、9月、11月／2008年2月、3月、4月、5月、8月、9月、10月／2009年3月、4月、7月、11月
- 『GLAMOROUS』（講談社）2009年3月
- 『美STORY』（光文社）2009年9月／2010年7月
- 『eclat』（集英社）2010年12月／2011年1月、4月、5月、6月、7月、8月、9月、10月、12月／2012年1月、2月、3月、6月、12月／2013年3月、5月、7月、10月、11月、12月／2014年1月／2015年2月、9月
- 『キレイな大人ヘア』（ネコ・パブリッシング）2013年12月[9]
- 『大人に似合うヘアスタイル』（主婦の友社）2014年10月
- 『Marisol』美人生道取材（集英社）2016年4月
- 「大人世代のヘアカラーデザインBOOK」（コワフュール・ド・パリ・ジャポン）2017年7月